# Floresta (Colombia)
Floresta è un comune della Colombia facente parte del dipartimento di Boyacá.
Il centro abitato venne fondato da Manuel Ignacio de los Reyes nel 1810, mentre l'istituzione del comune è del 1818.